# Tomas Ledin

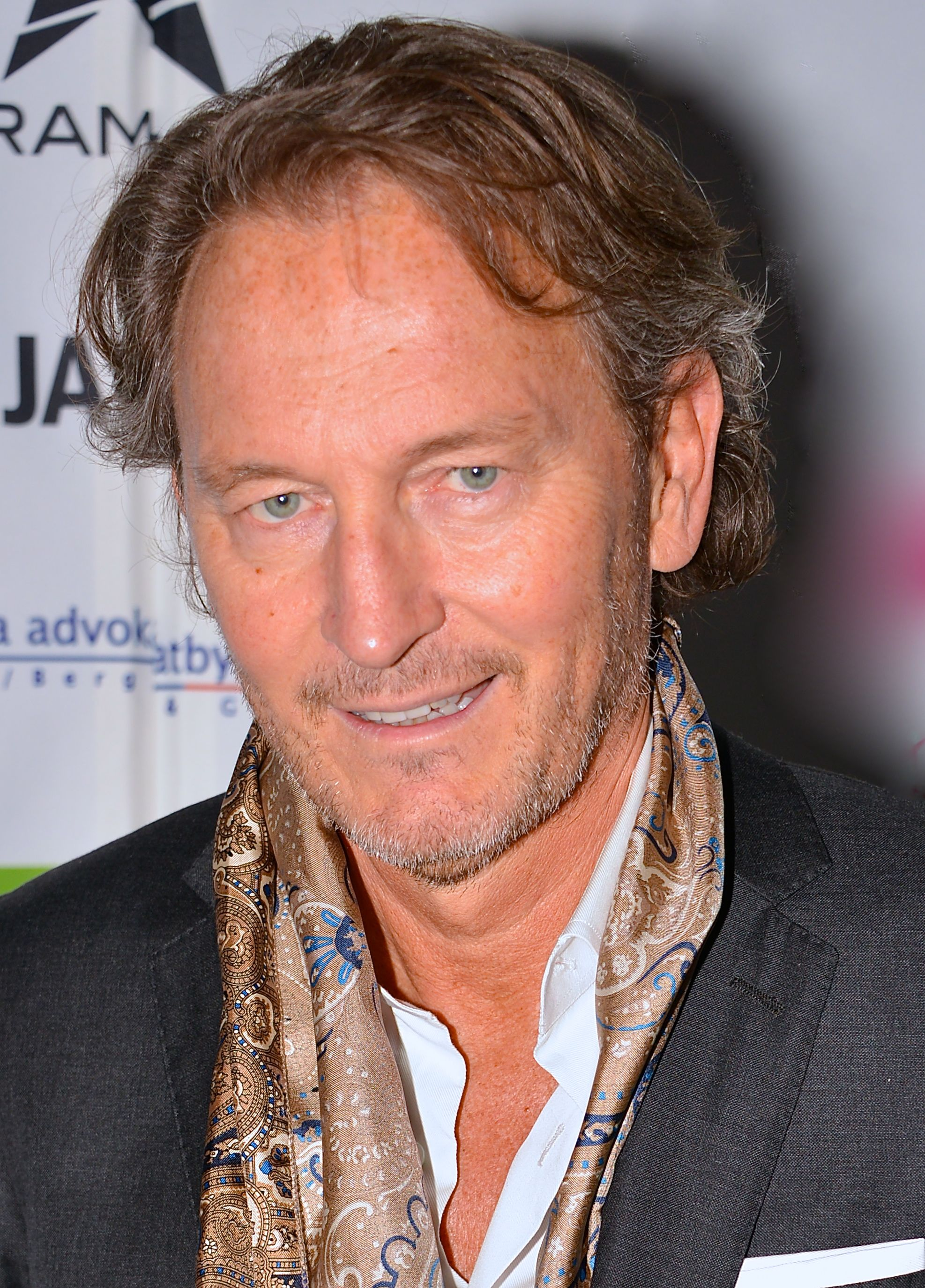
Tomas Ledin in 2013

Tomas Folke Jonas Ledin (Rätan (Jämtlands län), 25 februari 1952) is een Zweedse zanger, liedjesschrijver, componist, gitarist en producent.
Hij startte zijn muzikale carrière bij Polar Music in de jaren 70 en had verschillende successen in de Zweedse en Scandinavische hitparades.
In 1980 won hij Melodifestivalen met het lied Just nu en mocht zo voor Zweden naar het Eurovisiesongfestival in Den Haag waar hij 10e werd.
Samen met Agnetha Fältskog zong hij in 1982 het duet Never again, hij kende haar van in haar tijd bij ABBA toen hij soms in hun achtergrondkoortje stond.
Sinds 22 mei 1983 is hij met Marie Anderson getrouwd, ze is de dochter van Stig Anderson, de manager van ABBA.

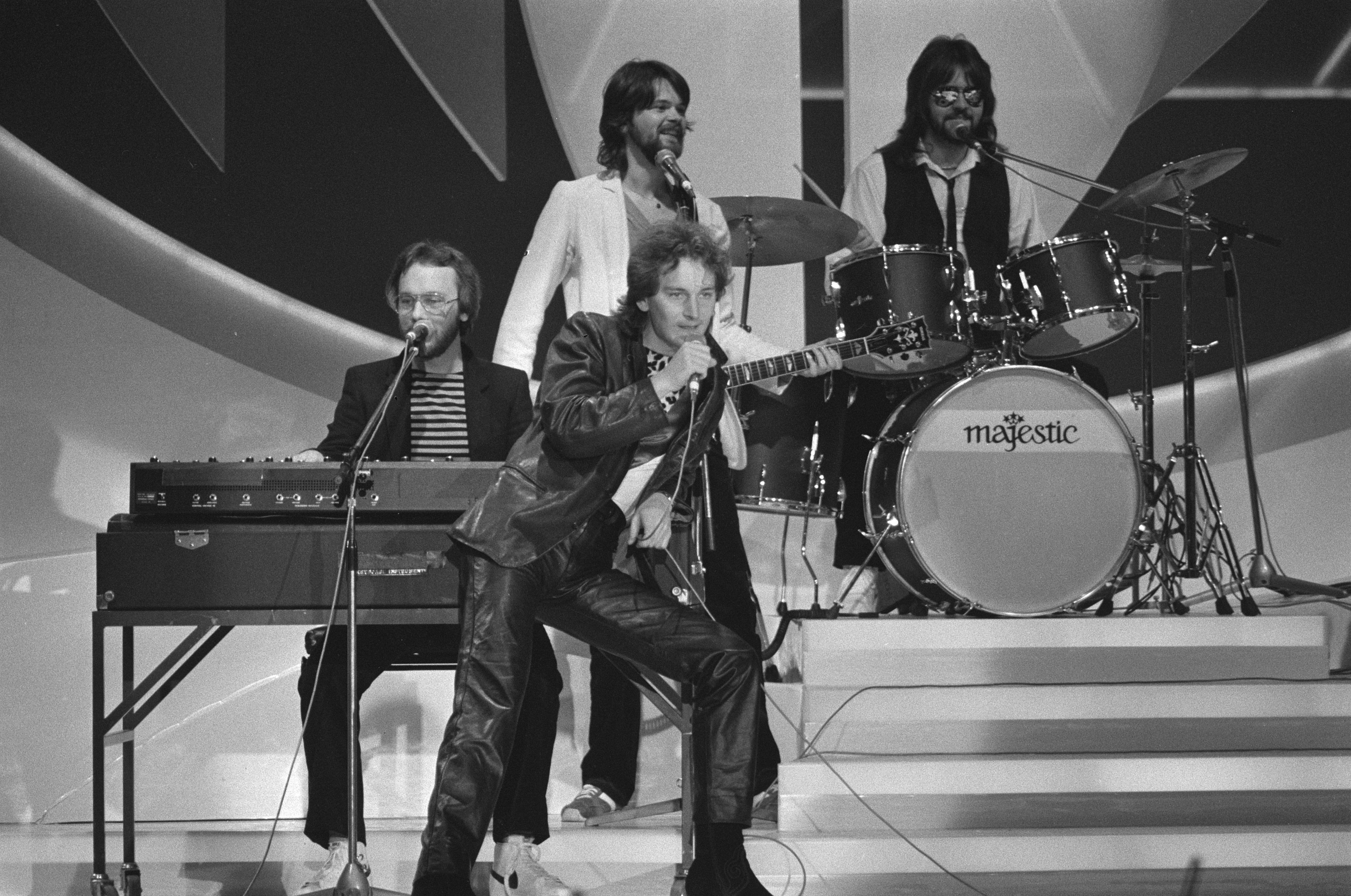
Tomas Ledin tijdens repetities voor het Eurovisiesongfestival 1980

1958: Alice Babs · 
1959: Brita Borg · 
1960: Siw Malmkvist · 
1961: Lill-Babs · 
1962: Inger Berggren · 
1963: Monica Zetterlund · 
1965: Ingvar Wixell · 
1966: Lill Lindfors & Svante Thuresson · 
1967: Östen Warnerbring · 
1968: Claes-Göran Hederström · 
1969: Tommy Körberg · 
1971: Family Four · 
1972: Family Four · 
1973: Nova · 
1974: ABBA · 
1975: Lasse Berghagen · 
1977: Forbes · 
1978: Björn Skifs · 
1979: Ted Gärdestad · 
1980: Tomas Ledin · 
1981: Björn Skifs · 
1982: Chips · 
1983: Carola · 
1984: Herreys · 
1985: Kikki Danielsson · 
1986: Lasse Holm & Monica Törnell · 
1987: Lotta Engberg · 
1988: Tommy Körberg · 
1989: Tommy Nilsson · 
1990: Edin-Ådahl · 
1991: Carola · 
1992: Christer Björkman · 
1993: Arvingarna · 
1994: Marie Bergman & Roger Pontare · 
1995: Jan Johansen · 
1996: One More Time · 
1997: Blond · 
1998: Jill Johnson · 
1999: Charlotte Nilsson · 
2000: Roger Pontare · 
2001: Friends · 
2002: Afro-Dite · 
2003: Fame · 
2004: Lena Philipsson · 
2005: Martin Stenmarck · 
2006: Carola · 
2007: The Ark · 
2008: Charlotte Perrelli · 
2009: Malena Ernman · 
2010: Anna Bergendahl · 
2011: Eric Saade · 
2012: Loreen · 
2013: Robin Stjernberg · 
2014: Sanna Nielsen · 
2015: Måns Zelmerlöw · 
2016: Frans · 
2017: Robin Bengtsson · 
2018: Benjamin Ingrosso · 
2019: John Lundvik · 
2021: Tusse · 
2022: Cornelia Jakobs · 
2023: Loreen · 
2024: Marcus & Martinus · 
2025: KAJ
- Biblioteca Nacional de España: XX996968
- Bibliothèque nationale de France: cb138964607 (data)
- Gemeinsame Normdatei: 134441508
- International Standard Name Identifier: 0000 0000 5061 1994
- MusicBrainz: a3534292-7820-48df-8a9c-6b363aff43ed
- LIBRIS: 312668
- Virtual International Authority File: 12294903
- WorldCat: E39PBJdRrFwWT9tBrbRcQDw9jC